# Clinopodium vulgare
Espèce
Classification phylogénétique
Clinopodium vulgare, le Clinopode commun, Sariette commune ou Grand Basilic, est une espèce de plantes à fleurs de la famille des Lamiaceae et du genre Clinopodium. C'est une plante herbacée vivace originaire d'Eurasie.

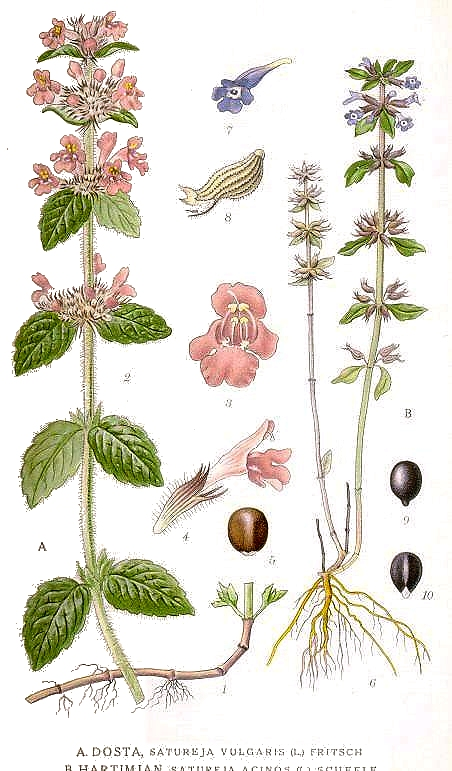

## Description

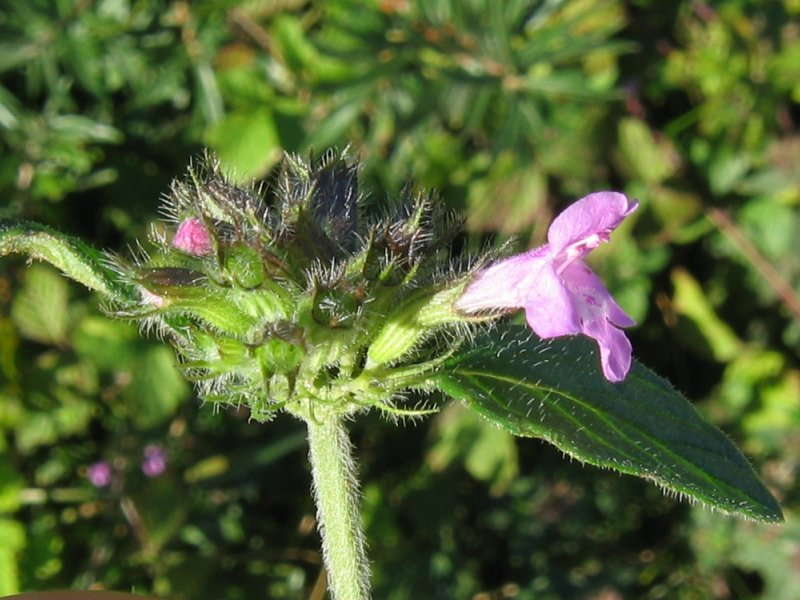
détail d'une inflorescence.

Le Clinopode commun mesure de 30 à 70 cm de haut, les limbes foliaires sont légèrement dentés et densément pubescents à la face supérieure.
Cette espèce est sans odeur, contrairement aux autres calaments.

## Distribution
C'est une espèce eurasiatique, subméditerranéenne.

### Habitat
C'est une espèce mésophile à mésoxérophile qui affectionne les sols calcaires.

## Utilisations

### Thérapeutique
C'est une plante médicinale utilisée comme tonique.

### Autres
La plante est tinctoriale et fournit une teinture jaune. C'est une plante mellifère.

## Espèce proche
A l'état non fleuri, cette espèce peut être confondue avec Origanum vulgare (l'origan) dont le limbe foliaire est muni de glandes translucides (visibles à la loupe) à sa face inférieure et dont le limbe foliaire est glabre ou garni de poils épars à la face supérieure.  